# Cochlicella acuta
Cochlicella acuta (O.F. Müller, 1774) è un mollusco gasteropode della famiglia Geomitridae.

## Descrizione
La specie è caratterizzata da un notevole variabilità morfologica.

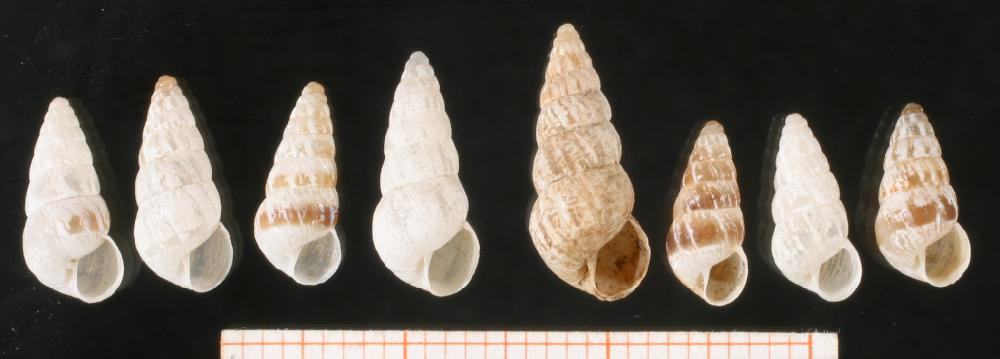
Variabilità morfologica di C. acuta

## Biologia
Affronta il periodo caldo e secco sollevata dal terreno, in genere su steli di piante o staccionate, dove la temperatura è più bassa che sulla sabbia (estivazione).

## Distribuzione e habitat
Cochlicella acuta è una specie originaria del versante nord-occidentale del bacino del Mediterraneo, diffusa anche sulle coste atlantiche di Belgio, Gran Bretagna e Irlanda.
Introdotta dall'uomo in vari paesi del Mediterraneo orientale, tra cui Grecia, Israele ed Egitto, nonché in Australia, dove è divenuta una specie invasiva.
Predilige gli ambienti aridi sabbiosi.